# O śmierci Jana Tarnowskiego, kasztelana krakowskiego, do syna jego, Jana Krisztofa
O śmierci Jana Tarnowskiego, kasztelana krakowskiego, do syna jego, Jana Krisztofa – wiersz Jana Kochanowskiego wydany w Krakowie w 1561 w Drukarni Łazarzowej, najstarszy utwór Kochanowskiego w języku polskim o znanej dacie powstania. Jest to epicedium Kochanowskiego poświęcony Janowi Tarnowskiemu (zmarłemu w 1561) i dedykowany jego synowi – Janowi Krzysztofowi. Utwór opublikowano w Krakowie w 1561 roku nakładem Drukarni Łazarzowej; później dołączono do wydania Pieśni z roku 1586.
Utwór ma formę epicedium opiewającego czyny i zasługi zmarłego, zawiera też słowa pocieszenia, którym jest wizja życia wiecznego, będącego nagrodą za cnotę i służbę ojczyźnie. Wiersz został także dołączony do pośmiertnego wydania Pieśni Jana Kochanowskiego księgi dwoje z 1585.